# José Roberto dos Reis
José Roberto dos Reis CP (ur. 22 kwietnia 1977 w São Luís do Montes Belos) – brazylijski duchowny katolicki, biskup pomocniczy Goiânia od 2025.

## Życiorys
Święcenia kapłańskie przyjął 8 grudnia 2003 w Zgromadzeniu Męki Pańskiej.
21 grudnia 2024 papież Franciszek mianował go biskupem pomocniczym archidiecezji Goiânia oraz biskupem tytularnym Feradi Minus. Sakry udzielił mu 22 lutego 2025 arcybiskup Goiânia João Justino de Medeiros Silva.